# 季平
季平（1967年1月—），男，上海人，中华人民共和国外交官，曾任中华人民共和国驻波斯尼亚和黑塞哥维那特命全权大使，现任中华人民共和国驻马达加斯加共和国特命全权大使。

## 生平
1990年，毕业于北京大学，进入中共中央对外联络部工作，先后在中联部亚洲一局副处长、处长、局长助理和副局长。2006年，任山东省潍坊市市长助理。2009年，任驻印度大使馆参赞。2011年，任中国和平发展基金会副秘书长。2016年，任中联部礼宾局副局长，后升任局长。2019年1月，出任中华人民共和国驻波斯尼亚和黑塞哥维那大使。2024年2月，自驻波斯尼亚和黑塞哥维那大使离任。3月，出任中华人民共和国驻马达加斯加大使。

## 家庭
已婚，有一子一女。